# عائق (طب)
العائق (بالإنجليزية: Claustrum)‏ وهو غلالة رقيقة غير منتظمة من الخلايا العصبية التي تعلق على الجانب السفلي من القشرة المخية في وسط الدماغ. ويشتبه في أن يكون متواجداً في أدمغة جميع الثدييات. ويتميز بانه يتكون من المادة السنجابية تحت قشرة الجزيرة تنفصل عن النواة عدسية الشكل بواسطة ألياف من المحفظة الخارجية، وهي جزء من العقد القاعدية لنصفي كرة الدماغ، بعض البحوث الحديثة تقول أن العائق يلعب دور رئيسي في اثارة الوعي في الدماغ  ولكن بالمقابل يقول بعض الباحثن أن التجارب الاخيرة غير كافية لاثبات ذلك .

## وصلات خارجية
- صور لشريحة دماغية مصبوغة تُشمل "Claustrum" على مشروع برين مابز [الإنجليزية]‏